# Salvador Alonso
Salvador Alonso (* 13. Mai 1974 in Buenos Aires) ist ein argentinischer Schachmeister.
Er hat eine Elo-Zahl von 2512 (September 2016) und liegt damit in der nationalen Rangliste der aktiven Spieler auf Position neun. Seit 2001 ist er Internationaler Meister und seit Oktober 2009 Großmeister. Die Großmeisternormen erspielte Alonso von 2004 bis 2009 auf Turnieren in Argentinien und Chile. Seine höchste Elo-Zahl erreichte er im Januar 2013 mit 2525.
Für Argentinien spielte er bei der panamerikanischen Mannschaftsmeisterschaft 2009 sowie bei der Olympiade der Mercosur 2009 am Spitzenbrett der zweiten Mannschaft, die den dritten Platz belegte.
2012 gewann er das ITT Programa de alto Rendimiento Turnier in Uruguay.
Januar 2016 gewann Alonso das ITT CXG Marcel Duchamp Memorial Turnier.